# 加藤昭仁
加藤 昭仁（かとう あきひと、1976年9月18日 - ）は、日本の元ラグビー選手。

## プロフィール
- 秋田県出身[1]。
- 現役時代のポジションはフッカー(HO)。
- 愛称はカトッペ[2]。
- 日本代表通算キャップ数は2。

## 略歴
中学1年でラグビーを始める。
男鹿工業高校、NTTグループ東北を経て、2005年、NTT東日本(現・NTTコミュニケーションズ シャイニングアークス東京ベイ浦安)に加入。
2007年、NTTコミュニケーションズの主将に就任。
2013年、現役を引退した。